# Embaixada da Dinamarca em Lisboa
A Embaixada da Dinamarca em Lisboa é a representação diplomática da Dinamarca em Portugal. A embaixada é também responsável pelos interesses dinamarqueses em Cabo Verde, Guiné-Bissau e São Tomé e Príncipe, que foram todas colónias portuguesas até à Revolução dos Cravos. Para além disso, a embaixada tem dois consulados honorários em Faro (Algarve) e no Porto (Norte de Portugal), bem como na Madeira e nos Açores. Em Cabo Verde, a Dinamarca tem também consulados em Santa Maria, na Ilha do Sal, e no Mindelo, na Ilha de São Vicente. A embaixada tem um efetivo de 12 pessoas que comunicam em dinamarquês, português e inglês. A embaixada foi criada em 1949 e, desde então, tem trabalhado para fortalecer as relações dinamarquesas e portuguesas e promover a cooperação na política, comércio, cultura e outras áreas.
As principais áreas de trabalho da Embaixada são o diálogo político e a cooperação, o comércio e o investimento, o intercâmbio cultural e a assistência consular aos cidadãos dinamarqueses em Portugal.
A embaixada também trabalha com as autoridades e empresas portuguesas para promover o desenvolvimento sustentável e a transição ecológica, incluindo a energia e o ambiente.
A embaixada também organiza e apoia uma série de actividades e eventos culturais que promovem a língua, a cultura e a sociedade dinamarquesas em Portugal.